# Kemal Kurspahić
Kemal Kurspahić (Mrkonjić Grad, 1. prosinca 1946. − Washington, 17. rujna 2021.), bosanskohercegovački je novinar, bivši glavni i odgovorni urednik dnevnog lista Oslobođenje, urednik lanca tjednih listova pod nazivom The Connection Newspapers, osnivač i predsjednik Instituta za medije u demokraciju.

## Životopis
Kemal Kurspahić je rođen 1946. u Mrkonjić Gradu. Osnovnu školu pohađao je u Bosni i Hercegovini i Hrvatskoj. Trogodišnju srednju školu završio je u Sanskom Mostu. Diplomirao je na Pravnom fakultetu Sveučilišta u Beogradu i stekao zvanje odvjetnika.
Novinarstvom se počinje baviti 1962., još u srednjoškolskim danima, radeći kao dopisnik lista za Oslobođenje iz Sanskog Mosta. Bio je urednik beogradskog tjednika Student, a od 1969. radi kao dopisnik Oslobođenja iz Beograda. Od 1971. do 1973. dopisnik je iz Jajca. U Sarajevo se seli 1974, gdje radi u nekoliko redakcija.
Od 1981. do 1985. radi kao dopisnik iz New Yorka. Od 1985. do 1988. bio je zamjenik glavnog urednika Oslobođenja, a od prosinca 1988. do ožujka 1994. i glavni urednik. Na toj dužnosti dobiva nekoliko priznanja za doprinos slobodi tiska i ljudskim pravima.
Izvještavao je s Olimpijskih igara 1972. u Münchenu, Zimskih olimpijskih igara 1980. u Lake Placidu te Olimpijskih igara 1984. u Los Angelesu. Bio je i reporter sa Svjetskog nogometnog prvenstva 1974. u Zapadnoj Njemačkoj.
Intervjuirao je niz poznatih ličnosti, poput predsjednika Sjedinjenih Američkih Država Ronalda Reagana, generalnog tajnika Ujedinjenih naroda Javiera Péreza de Cuéllara, indijskog premijera Rajiva Gandhija, te predsjednika Šri Lanke Ranasinghea Premadasu. Pisao je komentare za The New York Times, The Washington Post, Herald Tribune, The Los Angeles Times, Die Zeit, El País i druge.
Od 2001. do 2006. radi za Ured Ujedinjenih naroda za drogu i kriminal, najprije kao glasnogovornik u Beču, a zatim i na Barbadosu kao predstavnik te organizacije za karipsku regiju. Predavao je i na drugim vodećim američkim sveučilištima i savjetovao mnogobrojne vodeće političare poput predsjednika Billa Clintona i u to doba senatora Joea Bidena.
Preminuo je u Washingtonu, 17. rujna 2021. godine. Umro od posljedica moždanog udara kojeg je zadobio nakon lakšeg kirurškog zahvata. Dvije godine kasnije, Oslobođenje je ustanovilo međunarodnu nagradu nazvanu po Kemalu Kurspahiću.

## Knjige
- Letters from the War (Sarajevo, 1992.)
- The White House in 1984 on the presidential elections in the United States (Sarajevo, 1994.)
- As Long As Sarajevo Exists (1997.)
- Prime Time Crime: Balkan Media in War and Peace (2003.)

## Nagrade i priznanja
- Nagrada za hrabrost u novinarstvu (International Women’s Media Foundation), Washington, 1992.
- Urednik godine (World Press Review), New York, 1993.
- Heroj borbe za slobodu štampe (International Press Institute), Beč, 2000.
- Busekova nagrada za doprinos boljem razumijevanju u jugoistočnoj Europi (SEEMO), Beč, 2003.

## Vanjske poveznice
- Službena web-stranica